# Тейлор (округ, Джорджія)
Шаблон:StateAbbr_ 32°33′ пн. ш. 84°15′ зх. д. / 32.55° пн. ш. 84.25° зх. д.
Округ  Тейлор (англ. Taylor County) — округ (графство) у штаті  Джорджія, США. Ідентифікатор округу 13269.

## Історія
Округ утворений 1852 року.

## Демографія
За даними перепису 
2000 року 
загальне населення округу становило 8815 осіб, усе сільське.
Серед мешканців округу чоловіків було 4304, а жінок — 4511. В окрузі було 3281 домогосподарство, 2285 родин, які мешкали в 3978 будинках.
Середній розмір родини становив 3,12.
Віковий розподіл населення поданий у таблиці:
| Стать    | До 15 років | 15-21 | 22-29 | 30-39 | 40-49 | 50-65 | 65-85 | Понад 85 |
| -------- | ----------- | ----- | ----- | ----- | ----- | ----- | ----- | -------- |
| Чоловіки | 984         | 495   | 456   | 590   | 620   | 688   | 431   | 40       |
| Жінки    | 955         | 414   | 439   | 648   | 610   | 747   | 594   | 104      |

## Суміжні округи
- Апсон — північ
- Кроуфорд — північний схід
- Піч — схід
- Мейкон — південний схід
- Шлай — південь
- Меріон — південний захід
- Телбот — північний захід

## Виноски
1. ↑  U.S. Decennial Census. United States Census Bureau. Процитовано 26 червня 2014.
2. ↑  Historical Census Browser. University of Virginia Library. Архів оригіналу за 11 серпня 2012. Процитовано 26 червня 2014.
3. ↑  Population of Counties by Decennial Census: 1900 to 1990. United States Census Bureau. Процитовано 26 червня 2014.
4. ↑  Census 2000 PHC-T-4. Ranking Tables for Counties: 1990 and 2000 (PDF). United States Census Bureau. Процитовано 26 червня 2014.
5. ↑  State & County QuickFacts. United States Census Bureau. Архів оригіналу за 18 грудня 2015. Процитовано 26 червня 2014. [Архівовано 2015-12-18 у Wayback Machine.]
6. ↑  American FactFinder. Бюро перепису населення США. Архів оригіналу за 26 лютого 2012. Процитовано 31 січня 2008. [Архівовано 2008-05-21 у Wayback Machine.]

| США | Це незавершена стаття з географії США. Ви можете допомогти проєкту, виправивши або дописавши її. |